# Zhao Lingxi
Zhao Lingxi (chinesisch 趙靈熙 / 赵灵熙, Pinyin Zhào Língxī; * 7. Januar 2000 in Tianjin) ist ein ehemaliger chinesischer Tennisspieler.

## Karriere
Zhao spielte bis 2018 auf der ITF Junior Tour. In der Jugend-Rangliste erreichte er mit Rang 24 seine höchste Notierung. Bei Grand-Slam-Turnieren konnte er im Einzel nie die zweite Runde erreichen. Im Doppel spielte er lediglich 2017 bei den Australian Open. Zusammen mit Hsu Yu-hsiou war er dort an Position 4 gesetzt. Sie mussten in vier der fünf Matches auf dem Weg zum Titel über drei Sätze gehen. Dabei besiegten sie zwei anderen gesetzte Paarungen. Bereits im März 2017 wechselte Zhao zu den Profis, obwohl er noch bis Ende 2018 spielberechtigt war.
2016 nahm er das erste Mal an einem Turnier der drittklassigen ITF Future Tour teil. Er blieb dort weitgehend erfolglos, im Einzel konnte er dreimal das Viertelfinale erreichen, während er im Doppel nie mehr als ein Match gewann. Im Einzel und Doppel konnte er sich nur außerhalb der Top 1000 in der Tennisweltrangliste platzieren. Ende 2018 spielte er sein letztes Turnier.